# Steele (Misuri)
Steele es una ciudad ubicada en el condado de Pemiscot en el estado estadounidense de Misuri. En el Censo de 2010 tenía una población de 2172 habitantes y una densidad poblacional de 448,7 personas por km².

## Geografía
Steele se encuentra ubicada en las coordenadas 36°5′41″N 89°51′44″O / 36.09472, -89.86222. Según la Oficina del Censo de los Estados Unidos, Steele tiene una superficie total de 4.84 km², de la cual 4.78 km² corresponden a tierra firme y (1.34%) 0.06 km² es agua.

## Demografía
Según el censo de 2010, había 2172 personas residiendo en Steele. La densidad de población era de 448,7 hab./km². De los 2172 habitantes, Steele estaba compuesto por el 77.53% blancos, el 18.69% eran afroamericanos, el 0.46% eran amerindios, el 0.37% eran asiáticos, el 0% eran isleños del Pacífico, el 1.38% eran de otras razas y el 1.57% pertenecían a dos o más razas. Del total de la población el 2.16% eran hispanos o latinos de cualquier raza.